# Tribunal de distrito General de Virginia (Estados Unidos)
Un Tribunal de relaciones familiares y de menores del Distrito, en Virginia, se ocupa de todos los casos que involucren delincuencia juvenil, abuso o abandono infantil, disputas que envuelvan visitas y custodias, y otros asuntos familiares, así como cualquier caso en el que un infante o miembro de la familia es una presunta víctima (puede tratar delitos menores, pero solo audiencias preliminares en delitos que involucren un adulto). Un juez atiende todos los casos. Las apelaciones del tribunal de J&DR van al Tribunal de circuito.

## Descripción
El tribunal también tiene autoridad para permitirles a menores de edad, bajo ciertas circunstancias, abortar. También puede emancipar a un menor.